# トイボックス
株式会社トイボックス（英: TOYBOX CORPORATION）は日本のおもちゃメーカー。1966年設立。
主に幼児向け玩具を多く発売しており、最近の主な商品として「10万円貯まるBANK」がある。

## OEM供給
過去には、他の玩具会社との間にOEM供給の関係を有していた。例として『トランスフォーマー』シリーズのキャラクターである「オメガ・スプリーム」と「スカイリンクス」が挙げられる。
トイボックスが1984年に発売した「スーパーチェンジロボ メカボット-1」は、トイボックスの依頼でトミーが開発と製造を担っていた。「メカボット-1」はトイボックスの商品として販売されたのみならず、トイボックスを経由して海外の玩具メーカー二社にも供給されていた。ドイツの玩具メーカーGama Toysでは「TRANS ROBOT」の商品名で発売された。また、製造段階でのリカラーすなわち成型色の変更を行った上で、アメリカの玩具メーカーハズブロでは『トランスフォーマー』シリーズに組み込まれ「AUTOBOT DEFENSE BASE OMEGA SUPREME（オメガ・スプリーム）」として1985年に発売された。
やはり『トランスフォーマー』シリーズとしてハズブロが1986年に発売した「AUTOBOT SKY LYNX（スカイリンクス）」も、トイボックスの依頼でトミーが開発と製造を行い、トイボックスを経由してハズブロに供給されていた。前述の「メカボット-1」と異なり、トイボックスの商品としては販売されていない。
『トランスフォーマー』の玩具はハズブロが北米をはじめ海外で販売していたが、当時日本ではタカラが販売していた。オメガ・スプリームとスカイリンクスを製造し、供給しているのはタカラのライバル企業であり、このことが版権の問題となり日本での発売は見送られた。その後、トイボックスから金型および販売権をトミーが引き継いだ。2006年、タカラがトミーと合併しタカラトミーとなり権利問題が解消され、金型も旧トミーに存在する事が判明。2008年、トランスフォーマー アンコールで順次復刻販売が実現した。